# Francis Bazire
Francis Augustin Bazire (Écalles-Alix, 17 aprile 1939 – Le Petit-Quevilly, 18 gennaio 2022) è stato un ciclista su strada francese, professionista dal 1965 al 1966.
Da dilettante vinse la medaglia d'oro ai IV Giochi del Mediterraneo e l'argento ai Campionati del mondo di Renaix, entrambe nel 1963.

## Carriera
Ottimo dilettante fece parte della nazionale francese dal 1960 al 1964 partecipando alle più importanti competizioni internazionali dedicate alla categoria, fra cui i Giochi Olimpici del 1964 a Tokyo, tre edizioni dei Campionati del mondo di ciclismo su strada aggiudicandosi la medaglia d'argeto nell'edizione del 1963 corsa a Renaix dietro l'italiano Flaviano Vicentini ed ai IV Giochi del Mediterraneo in cui vinse la gara in linea.
Passato professionista tardi, a ventisei anni rimase nella massima serie solo per due stagioni senza ottenere particolari risultati, i podi al Circuit de la Vienne 1965 e alla Hoeilaart-Diest-Hoeilaart oltre sesto posto nella Parigi-Camembert rappresentano i suoi migliori piazzamenti, ebbe comunque l'opportunità di partecipare ad alcune classiche monumento portandole a termine.

## Palmares
- 1959 (A.C. Soteville, una vittoria)

Pont-Audemer Chrono
- 1962 (A.C. Soteville, una vittoria)

Campionati francesi, in linea dilettanti
Classifica generale Tour d'Eure-et-Loir
- 1963 (A.C. Soteville, due vittorie)

Giochi del Mediterraneo, Prova in linea
Classifica generale Tour d'Eure-et-Loir

### Altri successi
- 1962 (A.C. Soteville, due vittorie)

Campionati francesi, Cronosquadre
? tappa Tour d'Eure-et-Loir (cronosquadre)

## Piazzamenti

### Classiche monumento
- Parigi-Roubaix

1966: 38º
- Liegi-Bastogne-Liegi

1965: 31º

### Competizioni mondiali
- Campionati del mondo su strada

Salò 1962 - In linea dilettanti 5º
Renaix 1963 - In linea dilettanti 2º
Sallanches 1964 - In linea: 4º
- Giochi olimpici

Tokyo 1964 - In linea: 53º
- Giochi del Mediterraneo
- Napoli 1963 - In linea: vincitore